# 小寨镇 (鸡泽县)
小寨镇，是中华人民共和国河北省邯郸市鸡泽县下辖的一个乡镇级行政单位。

## 行政区划
小寨镇下辖以下地区：
小寨村、张屯庄村、东屯庄村、赵庄村、小寨镇村、段庄村、东慕堡村、西慕堡村、刘马昌村、陈马昌村、柴庄村、乔屯庄村、赵堡村、榆林村、槐桥村、寺河口村、李街村、魏街村、西范街村、杜街村、前罗营村、东范街村、东庄村、常庄村、高庄村、善堡村、孟贯庄村、李贯庄村、张贯庄村、马贯庄村、附马寨村、陈庄村和库庄村。